# Leptodactylus labrosus
Leptodactylus labrosus es una especie de ránidos de la familia Leptodactylidae.

## Distribución geográfica
Se encuentra en Perú y en Ecuador.

## Estado de conservación
Se encuentra amenazada de extinción por la pérdida de su hábitat natural.